# Dave Douglas
Dave Douglas (Montclair, Nueva Jersey, Estados Unidos, 24 de marzo de 1963) es un trompetista de jazz y compositor estadounidense cuya música se caracteriza por beber de diversas fuentes musicales ajenas al jazz, tales como la música clásica contemporánea, el rock y el folclore de distintas partes del mundo (el klezmer judío, la música balcánica, etc.). Igualmente extiende su ámbito de acción a la colaboración con otras artes como la poesía, la danza y el cine. Es director del Festival of New Trumpet Music que se celebra anualmente en la ciudad de Nueva York desde el año 2003.
Desde 1993, fecha de publicación de su primer disco, Dave Douglas ha grabado más de 30 álbumes a su nombre y ha actuado y grabado con innumerables músicos, de entre los que cabría destacar a John Zorn, en cuyos grupos ha tocado frecuentemente. Con sus propias formaciones, Douglas ha sido pionero en la conformación de nuevos espacios para la trompeta en el jazz y ha ampliado el concepto mismo de lo que la palabra jazz significa. Ha sido nominado en dos ocasiones al Premio Grammy.

## Biografía
Comenzó a tocar el piano a los cinco años para más tarde pasarse al trombón a los siete antes de descubrir la trompeta a los ocho. Estudió armonía de jazz durante la secundaria y comenzó a tocar música improvisada durante una estancia en Barcelona de intercambio de estudios universitarios. Entre 1981 y 1983 estudió en Boston, primero en el Berklee College of Music y después en el New England Conservatory. En 1984 se trasladó a la Universidad de Nueva York, donde completó su licenciatura en música. Durante este tiempo tocó con una gran variedad de grupos, llamando la atención del gran pianista de jazz Horace Silver, a quien acompañó de gira por Europa en 1987.
Desde comienzos de los noventa ha participado simultáneamente en diversos grupos y proyectos, colaborando con músicos como Myra Melford, Patricia Barber o Anthony Braxton, siendo el cuarteto Masada de John Zorn el que mayor proyección ha tenido, trabajando de forma regular desde 1993. Este cuarteto mezcla las influencias de la música del saxofonista y compositor Ornette Coleman con la música popular judía. El grupo Masada se convirtió en uno de los más estables y populares de Zorn, y el que atrajo también más atención sobre Dave Douglas.

## Proyectos
A partir de los años 90, Douglas dirige una amplia variedad de grupos que funcionan de forma simultánea. Se describen a continuación algunos de los más relevantes:
STRING GROUP
El primer disco de Douglas como líder (Parallel Worlds, 1993), presentaba su llamado "String Group", un quinteto compuesto de trompeta, batería (Michael Sarin), y un trío de cuerdas formado por violín (Mark Feldman) violonchelo (Erik Friedlander) y contrabajo (Drew Gress). Este grupo, además de servir como vehículo para las composiciones de Douglas, interpreta también música y arreglos de compositores del siglo XX como Anton Webern, Kurt Weill, Olivier Messiaen o Igor Stravinsky, estableciendo de una forma sorprendente un diálogo fértil entre la música improvisada de raíz afroamericana y la música culta europea del siglo XX. Ha editado 3 discos: Parallel Worlds (1993), Five (1995) y Convergence (1998), todos para el sello Soul Note. El disco "Five" fue considerado por la prestigiosa revista española "Cuadernos de Jazz" como uno de los 10 mejores discos de jazz de la década 1990-2000.
TINY BELL TRIO
Formado en el año 1991 poco después de la llegada del guitarrista Brad Shepik y el batería Jim Black a Nueva York, el repertorio del trío estaba en un principio orientado sobre todo a la música folclórica de Europa oriental que Douglas había explorado con la acordeonista suiza Nabila Schwab, y que el propio Douglas denominaba "improvisaciones balcánicas". Poco a poco comenzó a añadir piezas originales al repertorio y a experimentar la mezcla de sonidos del folclore con otras referencias provenientes del mundo del rock sumadas al propio bagaje musical de cada uno de los miembros del trío. Así, sonidos evocadores de las bandas de metales de los Balcanes, la música instrumental popular de Hungría o los "Čoček" de Macedonia convivían con versiones de temas de músicos tan diversos como  Herbie Nichols, Georges Brassens o incluso Robert Schumann . El tamaño compacto de la formación y el reducido espacio en que era capaz de desenvolverse para actuar se convirtieron en la razón de su nombre (tiny bell = campanilla). El grupo tiene editados hasta el momento 4 discos.
DAVE DOUGLAS SEXTET
Este sexteto tiene la conformación clásica de la era del hard bop: trompeta, saxo (Chris Speed), trombón (Josh Roseman), piano (Uri Caine), contrabajo (James Genus) y batería (Joey Baron). Todos sus proyectos hasta la fecha se han dedicado a recoger la música de figuras legendarias del jazz como punto de partida para nuevas composiciones y arreglos. Sus 3 discos editados han sido inspirados, respectivamente, por Booker Little, Wayne Shorter y Mary Lou Williams.
El propio Douglas lo explica así: "En mi trabajo para el sexteto me ha sido muy útil examinar profundamente la obra de músicos de jazz muy influyentes, transcribiendo y arreglando su música y filtrando los hallazgos a través de mi propia sensibilidad. Intento redescubrir el sentido auténtico de novedad y frescura en su obra, lo que me ayuda a escribir nuevas composiciones para los músicos de hoy."
El disco "Soul on Soul" recibió numerosos premios de la influyente revista norteamericana de jazz Down Beat como uno de los mejores discos del año 2000.
DAVE DOUGLAS QUARTET
La razón de ser de este cuarteto (con Dave Douglas a la trompeta, Chris Potter al saxo tenor, James Genus al contrabajo y Ben Perowsky a la batería) estaba en un principio en explorar el repertorio contemporáneo del jazz sobre la base de las composiciones de músicos como Steve Coleman, Henry Threadgill, Bill Frisell o Don Byron, pero ante la dificultad de encontrar un nexo común entre todos ellos para una agrupación tan peculiar, Douglas acabó componiendo material totalmente original, y con este repertorio renovado la banda terminó por convertirse en una de las más creativas e impredecibles del trompetista, mostrando una gran flexibilidad estilística y un enorme potencial para la improvisación. El cuarteto tiene 2 discos en su haber: Magic Triangle (1997) y Leap of Faith (1998), grabados ambos para Arabesque Records.
CHARMS OF THE NIGHT SKY
En el año 1997 Douglas fundó un inusual cuarteto formado por trompeta, violín (Mark Feldman), acordeón (Guy Klucevsek) y contrabajo (Greg Cohen). Esta instrumentación podría sugerir tanto una agrupación de tango como un grupo de klezmer o una pequeña banda de música balcánica, pero aunque incorpore en cierto modo influencias de todas ellas, la música resultante es ciertamente original, reuniendo además otra serie de referencias musicales menos obvias y homenajeando a figuras como las de Charlie Haden o Jaki Byard. En este contexto tan diverso de influencias el grupo llega a interpretar temas de Herbie Hancock o Cannonball Adderley junto al tema de la B.S.O. de "Goldfinger" o un aria de ópera del compositor verista Francesco Cilea. Se podría decir que Douglas crea aquí una sonoridad del todo nueva a partir de restos de otras músicas mucho más antiguas, desafiando nuevamente la frontera de los géneros, e interpretando una música de gran elegancia instrumental, marcada en general por un tono de tristeza y melancolía. El grupo ha publicado 2 discos para Winter & Winter: Charms of the Night Sky (1998) y A Thousand Evenings (2000).

DAVE DOUGLAS QUINTET
El quinteto de Dave Douglas pasa por ser uno de sus proyectos más populares y duraderos, ya que se presentó por vez primera en el Village Vanguard de Nueva York en febrero del año 2000 y continúa tocando con regularidad por todo el mundo. Se trata de una formación con trompeta, saxo tenor (Chris Potter / Don McCaslin), teclado Fender Rhodes (Uri Caine), contrabajo (James Genus) y batería (Clarence Penn). Aunque la primera referencia del sonido del quinteto retrotrae al Miles Davis eléctrico de finales de los años 60 y principios de los 70, el quinteto abarca una amplia gama de sonidos del jazz contemporáneo, y aunque su repertorio parte básicamente de piezas originales, realiza también versiones de artistas como Rufus Wainwright o Björk. Su primer disco publicado, The Infinite, fue nominado a los Grammy como mejor álbum instrumental de jazz del 2003. Con 5 discos publicados, se trata de la banda mejor documentada de Dave Douglas, ya que cuenta además con la grabación completa de las actuaciones que tuvieron lugar en el Jazz Standard de Nueva York en diciembre de 2006 durante toda una semana, abarcando cerca de 12 horas de música y 40 composiciones diferentes. Pensado en principio como un lanzamiento de descarga digital disponible únicamente a través de la página web de su discográfica, finalmente se editó un doble CD que extractaba de la grabación en vivo las nuevas composiciones del quinteto.
KEYSTONE
Junto al Quinteto, es la formación del trompetista que más actividad presenta en la actualidad. Se trata de un sexteto eléctrico con trompeta, saxo (Marcus Strickland), teclados (Jamie Saft o Adam Benjamin), bajo eléctrico (Brad Jones), batería (Gene Lake) y turntables (plato giradiscos) y electrónica (DJ Olive). Keystone es un proyecto de gran singularidad, dado que interpreta música original inspirada o escrita como banda sonora de películas, tanto antiguas como contemporáneas. El primer registro del grupo era un homenaje a la figura del actor y cineasta Roscoe "Fatty" Arbuckle y se presentó en formato doble con un CD que contenía sólo la música y un DVD con dos películas mudas de Arbuckle del año 1916 con su nuevo acompañamiento instrumental. Tras la grabación en vivo "Moonshine", elegida por los críticos de la revista española "Cuadernos de Jazz" como mejor disco del año 2008, su último lanzamiento hasta el momento lo constituye Spark of Being (Greenleaf, 2010), donde Douglas pone banda sonora al film homónimo del cineasta experimental Bill Morrison. Este proyecto, presentado en la Universidad de Stanford, constituye una reinterpretación del mito de Frankenstein al cumplirse el centenario del estreno del primer film sobre su figura.

## Discografía (como líder)
| Título (Formación)                                                                           |  | Año  |  | Sello              |
| -------------------------------------------------------------------------------------------- |  | ---- |  | ------------------ |
| Parallel Worlds (String Group)                                                               |  | 1993 |  | Soul Note          |
| The Tiny Bell Trio (Tiny Bell Trio)                                                          |  | 1994 |  | Songlines          |
| In Our Lifetime - for Booker Little (Dave Douglas Sextet)                                    |  | 1995 |  | New World          |
| Constellations (Tiny Bell Trio)                                                              |  | 1995 |  | Hat Hut            |
| Five (String Group)                                                                          |  | 1996 |  | Soul Note          |
| Serpentine (Dave Douglas y Han Bennink)                                                      |  | 1996 |  | Songlines          |
| Live in Europe (Tiny Bell Trio)                                                              |  | 1997 |  | Arabesque          |
| Sanctuary (Sanctuary Double Quartet)                                                         |  | 1997 |  | Avant              |
| Stargazer - for Wayne Shorter (Dave Douglas Sextet)                                          |  | 1997 |  | Arabesque          |
| Moving Portrait - for Joni Mitchell (Dave Douglas "Piano Quartet")                           |  | 1998 |  | DIW                |
| Charms of the Night Sky (Charms of the Night Sky)                                            |  | 1998 |  | Winter & Winter    |
| Magic Triangle (Dave Douglas Quartet)                                                        |  | 1998 |  | Arabesque          |
| Convergence (String Group)                                                                   |  | 1999 |  | Soul Note          |
| Songs for Wandering Souls (Tiny Bell Trio)                                                   |  | 1999 |  | Winter & Winter    |
| Soul on Soul - for Mary Lou Williams (Dave Douglas Sextet)                                   |  | 2000 |  | BMG - RCA Victor   |
| Leap of Faith (Dave Douglas Quartet)                                                         |  | 2000 |  | Arabesque          |
| A Thousand Evenings (Charms of the Night Sky)                                                |  | 2000 |  | BMG - RCA Victor   |
| El Trilogy (Dave Douglas Ensemble for the Trisha Brown Dance Company)                        |  | 2001 |  | BMG - RCA Victor   |
| Witness (Dave Douglas & Witness)                                                             |  | 2001 |  | BMG - RCA Victor   |
| The Infinite (Dave Douglas Quintet)                                                          |  | 2002 |  | BMG - RCA Victor   |
| Freak In (Dave Douglas Septet, jazz eléctrico con electrónica)                               |  | 2003 |  | BMG - RCA Victor   |
| Strange Liberation (Dave Douglas Quintet with Bill Frisell)                                  |  | 2004 |  | BMG - RCA Victor   |
| Bow River Falls (Cuarteto con clarinete, chelo y batería)                                    |  | 2004 |  | Koch / Premonition |
| Mountain Passages (Dave Douglas & Nomad)                                                     |  | 2005 |  | Greenleaf Music    |
| Live at the Bimhuis Set 1 & 2 (Dave Douglas Quintet)                                         |  | 2005 |  | Greenleaf Music    |
| Keystone (Dave Douglas & Keystone)                                                           |  | 2005 |  | Greenleaf Music    |
| Meaning and Mystery (Dave Douglas Quintet)                                                   |  | 2006 |  | Greenleaf Music    |
| Keystone: Live in Sweden (Dave Douglas & Keystone)                                           |  | 2006 |  | Greenleaf Music    |
| Live at the Jazz Standard (Complete Book) (Dave Douglas Quintet)                             |  | 2006 |  | Greenleaf Music    |
| Rue de Seine (Dave Douglas y Martial Solal)                                                  |  | 2006 |  | CamJazz            |
| Live at the Jazz Standard (2-CD) (Dave Douglas Quintet)                                      |  | 2007 |  | Greenleaf Music    |
| Moonshine (Dave Douglas & Keystone)                                                          |  | 2007 |  | Greenleaf Music    |
| Keystone: Live at Jazz Standard (Complete Book) (Dave Douglas & Keystone)                    |  | 2008 |  | Greenleaf Music    |
| Spirit Moves (Dave Douglas & Brass Ecstasy)                                                  |  | 2009 |  | Greenleaf Music    |
| A Single Sky (Dave Douglas / Jim McNeely / Frankfurt Radio Bigband)                          |  | 2009 |  | Greenleaf Music    |
| Spark of Being (Dave Douglas & Keystone)                                                     |  | 2010 |  | Greenleaf Music    |
| United Front (Dave Douglas & Brass Ecstasy, Live at Newport)                                 |  | 2011 |  | Greenleaf Music    |
| Rare Metals (GPS, Volumen 1, con Brass Ecstasy)                                              |  | 2011 |  | Greenleaf Music    |
| Orange Afternoons (GPS, Volumen 2, con Ravi Coltrane y Vijay Iyer)                           |  | 2011 |  | Greenleaf Music    |
| Bad Mango (GPS, Volumen 3, con So Percussion)                                                |  | 2011 |  | Greenleaf Music    |
| Be Still (Dave Douglas Quintet con Aoife O'Donovan)                                          |  | 2012 |  | Greenleaf Music    |
| Time Travel (Dave Douglas Quintet)                                                           |  | 2013 |  | Greenleaf Music    |
| Present Joys (Dúo con Uri Caine)                                                             |  | 2014 |  | Greenleaf Music    |
| Riverside (con Chet Doxas, Steve Swallow y Jim Doxas)                                        |  | 2014 |  | Greenleaf Music    |
| Brazen Heart (Dave Douglas Quintet)                                                          |  | 2015 |  | Greenleaf Music    |
| Fabliaux (con el Monash Art Ensemble)                                                        |  | 2015 |  | Greenleaf Music    |
| Sound Prints (Joe Lovano / Dave Douglas Quintet)                                             |  | 2015 |  | Blue Note          |
| High Risk (con Shigeto, Jonathan Maron y Mark Guiliana)                                      |  | 2015 |  | Greenleaf Music    |
| Dada People (Dave Douglas / Frank Woeste Quartet)                                            |  | 2016 |  | Greenleaf Music    |
| Dark Territory (con High Risk: Dave Douglas, Shigeto, Jonathan Maron y Mark Guiliana)        |  | 2016 |  | Greenleaf Music    |
| The New National Anthem (con Riverside: Dave Douglas, Chet Doxas, Steve Swallow y Jim Doxas) |  | 2017 |  | Greenleaf Music    |
| Little Giant Still Life (con The Westerlies y Anwar Marshall)                                |  | 2017 |  | Greenleaf Music    |